# Xylotrechus antennarius
Xylotrechus antennarius là một loài bọ cánh cứng trong họ Cerambycidae.